# مارگارت مک‌میلان
مارگارت مک میلان (انگلیسی: Margaret MacMillan; زاده ۲۳ دسامبر ۱۹۴۳) تاریخ‌نگار، و استاد دانشگاه اهل کانادا است.
وی همچنین برندهٔ جوایزی همچون نشان افسری کانادا و جایزه ادبی ساموئل جانسون شده‌است.